# El Pueyo de Araguás
El Pueyo de Araguás ist ein spanischer Ort und eine Gemeinde im Norden der Provinz Huesca der Region Aragonien. Die Gemeinde gehört zur Comarca Sobrarbe. El Pueyo de Araguás hat auf einer Fläche von 62 km² im Jahre 2024 171 Einwohner.

## Geographie
El Pueyo de Araguás liegt etwa 62 Kilometer nordöstlich von Huesca. Der Cinca begrenzt die Gemeinde im Westen. 

## Gemeindegliederung
Zur Gemeinde gehören neben dem Hauptort El Pueyo de Araguás folgende Dörfer: Araguás, Los Molinos, La Muera, Oncíns, La Pardina del Soto, El Plano, San Lorién, San Victorián de Asán, El Soto und Torrelisa.

## Baudenkmäler
- Iglesia de Santa Cruz in El Pueyo de Araguás aus dem 16. Jahrhundert
- königliches Kloster San Victorián aus dem 16. Jahrhundert
- Iglesia de la Asunción in Araguás

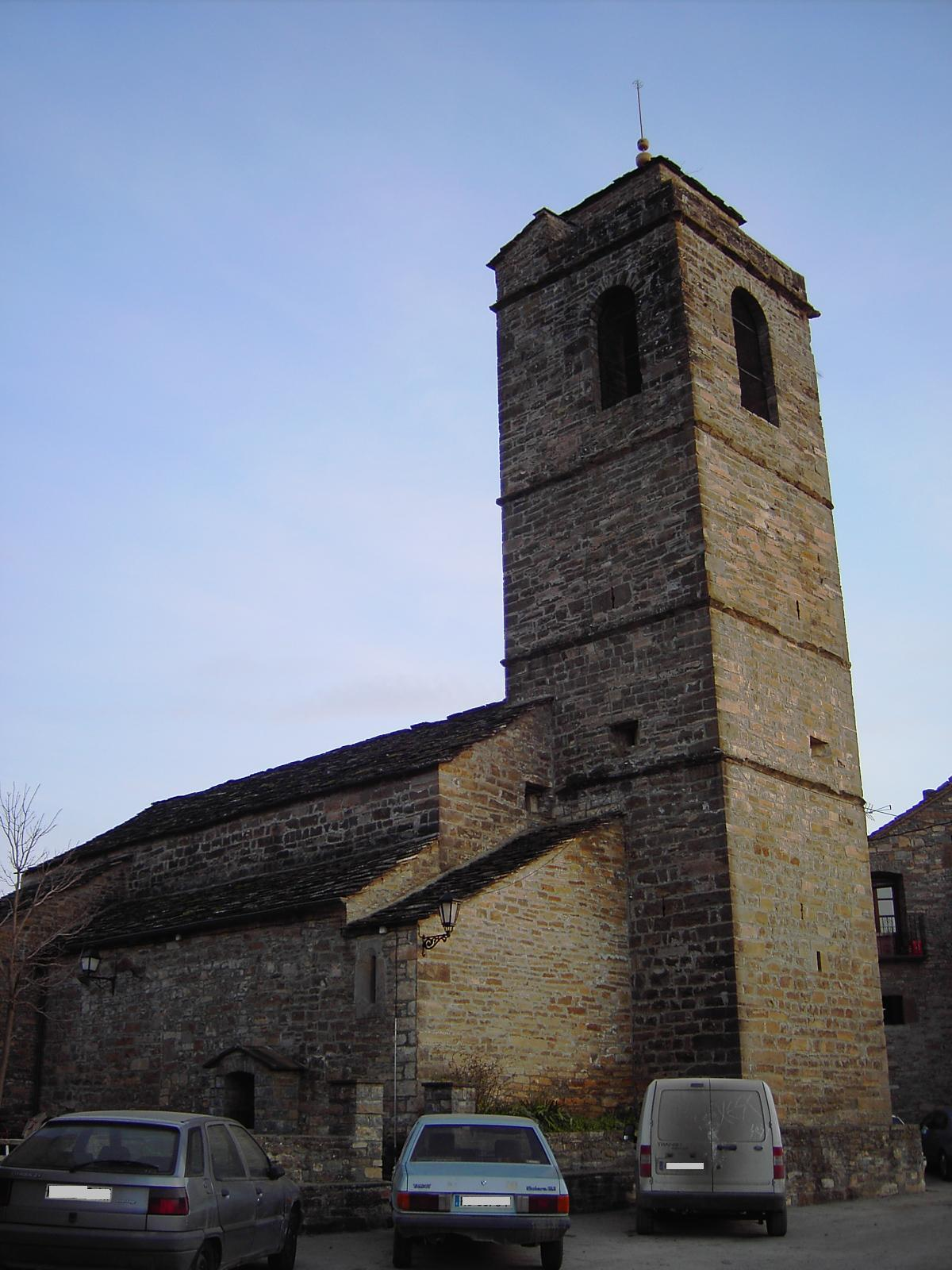
Iglesia de Santa Cruz
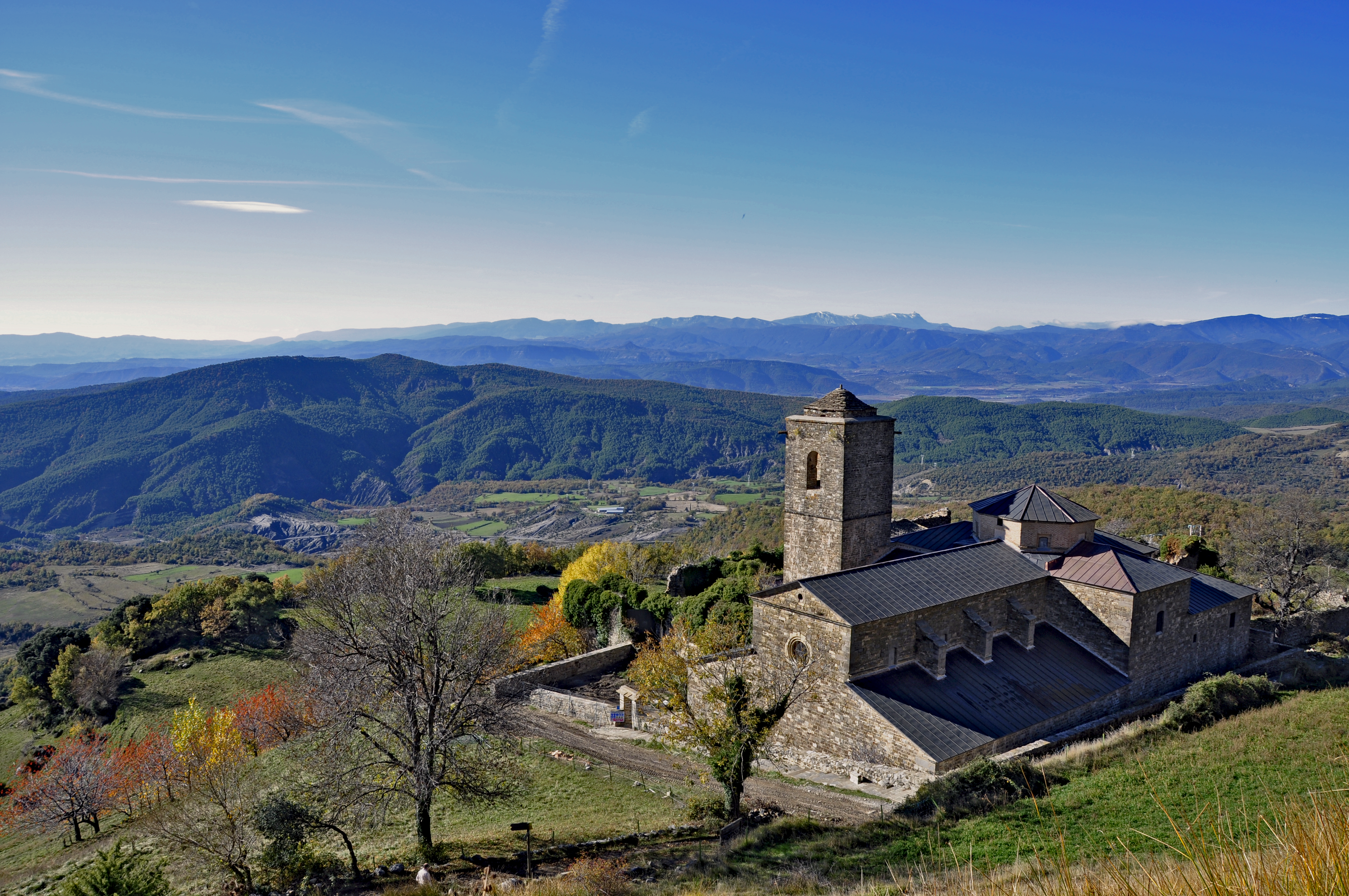
Kloster San Victorián
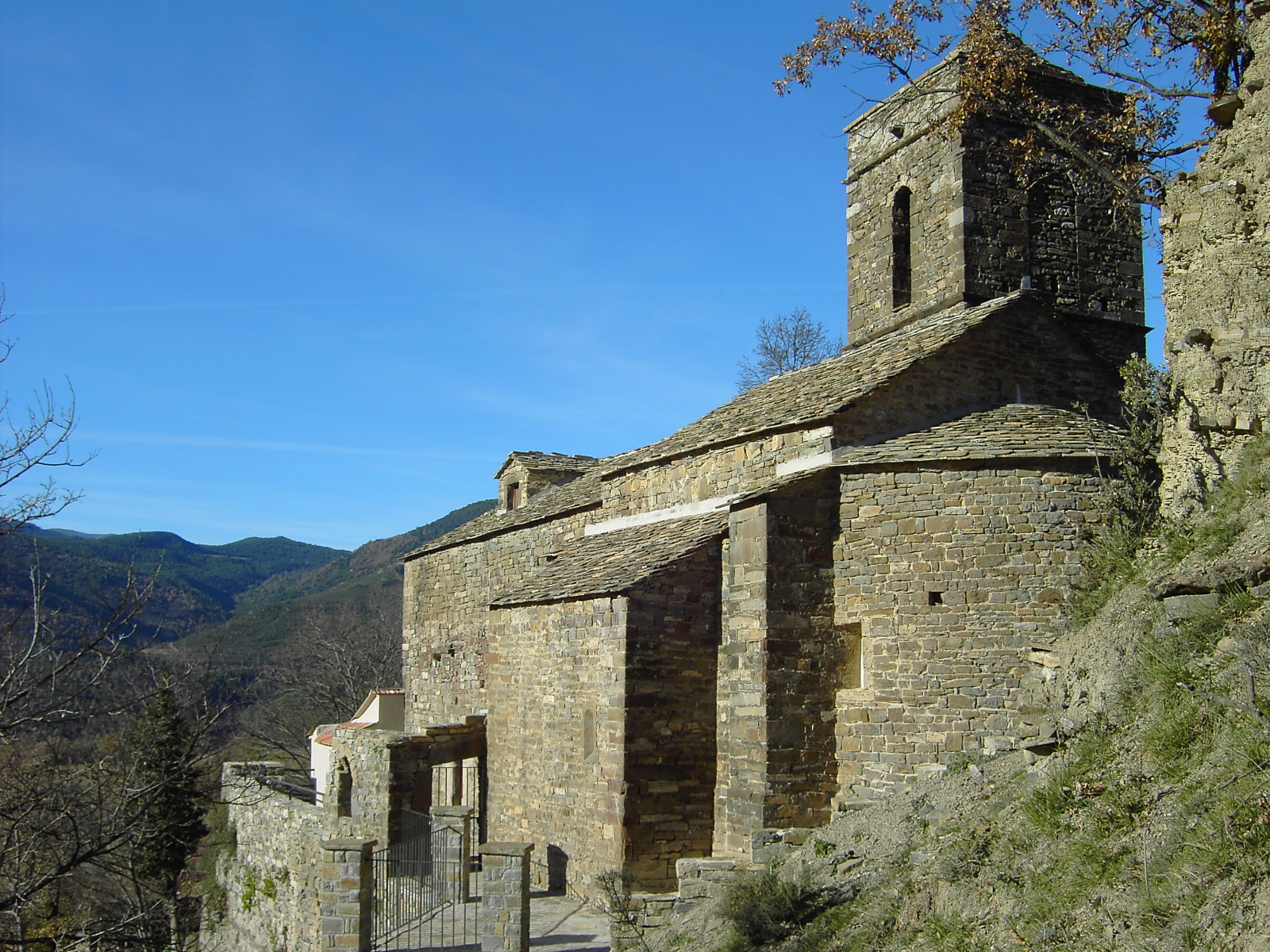
Iglesia de la Asunción